# Bjarne Friis Baastad
Bjarne Friis Baastad (født 16. februar 1886, død 25. juni 1980) var en norsk arkitekt. Han er mest kendt for sine bidrag til norsk jernbanearkitektur gennem sit arbejde hos NSB Arkitektkontor, hvor han var ansat fra 1913, og indtil han gik af med pension i 1956. Mange af de bygninger som han er blevet tillagt er også blevet tillagt kontorets leder Gudmund Hoel, og det kan derfor ofte være vanskeligt at afgøre, hvad de to arkitekter hver især har lavet.

## Udvalgte værker
- Lokomotivremisen på Ål Station (1914)[3]
- Skien nye Station (1917; sammen med Gudmund Hoel og Ragnvald Utne)
- Stationer på Raumabanen (sammen med Gudmund Hoel, 1918 –24): Bottheim (delvis nedrevet 1985), Lesja, Lora, Lesjaverk, Lesjaskog (nedrevet 1989), Verma, Flatmark (nedrevet 1987), Marstein, Romsdalshorn (flyttet 2005 og ændret navn til Trollveggen)
- Kommandopost på Sandvika Station (1923)
- Stationsbygninger på Numedalsbanen (åbnet 1927; sammen med Gudmund Hoel), ikke mindst Veggli-typen[4], der blev genbrugt med variationer en række steder på denne bane, på Sørlandsbanen (næsten alle på strækningen Lunde–Neslandsvatn, åbnet 1927, og også meget brugt på strækningen Neslandsvatn–Nelaug–Grovane, åbnet 1935 og 1938) og på Nordlandsbanen (herunder Majavatn (1939) og Elsfjord (1936)[5])
- Lokomotivremise på Namsos Station (1933; desuden skal Baastad have stået for flere af bygningerne på Namsosbanen)[6]
- Ny stationsbygning på Atna Station, Rørosbanen (1935; sammen med Gudmund Hoel)
- Stationsbygninger mv. på Gjøvikbanen: Movatn (1936; sammen med Gudmund Hoel; nedrevet 1973), ny stationsbygning på Stryken (1937; sammen med Gudmund Hoel), udvidelse af restaurant på Jaren Station, Hennung Station (1938; sammen med Gudmund Hoel)[7]